# Ізвоареле (Ясси)
Ізвоареле (рум. Izvoarele) — село у повіті Ясси в Румунії. Входить до складу комуни Рекітень.
Село розташоване на відстані 295 км на північ від Бухареста, 54 км на захід від Ясс.

## Населення
За даними перепису населення 2002 року у селі проживали 1458 осіб, усі — румуни. Усі жителі села рідною мовою назвали румунську.